# 1969년 독일 연방의회 선거
1969년 서독 총선거는 서독 연방의회의 496석의 의원과 서베를린에 할당된 22석의 의원들을 선출하기 위해 1969년 9월 28일에 실시되었다. 총 33,523,064명의 유권자가 참여한 가운데 86.7%의 투표율을 기록하였다.

## 배경
1966년 이후 쿠르트 게오르크 키징거 총리 하에 기민련과 사회민주당 간의 대연정이 성립했다. 그러나 대연정은 마르크와 가치재정립 문제를 둔 사민당 소속 경제장관과 기민련 소속 재정장관 간의 갈등으로 사실상 끝나 있었고, 유권자들은 대연정 하에서 사실상 무시를 당하고 있는 빌리 브란트를 비롯한 사민당 장관들에게 동정심을 느끼고 있었다.

## 선거 결과
| 정당                              | 정당                           | 지역구     | 지역구 | 지역구 | 지역구 | 지역구 | 비례대표   | 비례대표 | 비례대표 | 비례대표 | 비례대표 | 의석 | 의석 | 의석 |
| 정당                              | 정당                           | 득표       | %      | +/−    | 의석   | +/−    | 득표       | %        | +/−      | 의석     | %        | +/−  | 의석 | %    |
| --------------------------------- | ------------------------------ | ---------- | ------ | ------ | ------ | ------ | ---------- | -------- | -------- | -------- | -------- | ---- | ---- | ---- |
|                                   | 독일 사회민주당 (SPD)          | 14,402,374 | 44.0   | +3.9   | 127    | +33    | 14,065,716 | 42.7     | +3.4     | 97       | −11      | 237  | +20  | 45.8 |
|                                   | 독일 기독교 민주연합 (CDU)     | 12,137,148 | 37.1   | −1.8   | 87     | −31    | 12,079,535 | 36.6     | −1.4     | 106      | +28      | 201  | −1   | 38.8 |
|                                   | 바이에른 기독교 사회연합 (CSU) | 3,094,176  | 9.5    | −0.4   | 34     | −2     | 3,115,652  | 9.5      | −0.1     | 15       | +2       | 49   | ±0   | 9.5  |
|                                   | 자유민주당 (FDP)               | 1,554,651  | 4.8    | −3.1   | 0      | ±0     | 1,903,422  | 5.8      | −3.7     | 30       | −19      | 31   | −19  | 6.0  |
|                                   |                                |            |        |        |        |        |            |          |          |          |          |      |      |      |
|                                   | 독일 국가민주당 (NPD)          | 1,189,375  | 3.6    | +1.8   | 0      | ±0     | 1,422,010  | 4.3      | +2.3     | 0        | ±0       | 0    | ±0   | 0    |
|                                   | 기타 정당                      | 335,792    | 1.0    | -0.3   | 0      | ±0     | 379,689    | 1.1      | -0.5     | 0        | ±0       | 0    | ±0   | 0    |
|                                   |                                |            |        |        |        |        |            |          |          |          |          |      |      |      |
| 무효/기권                         | 무효/기권                      | 809,548    | —      | —      | —      | —      | 557,040    | —        | —        | —        | —        | —    | —    | —    |
| 합계                              | 합계                           | 33,523,064 | 100    | ±0.0   | 248    | ±0     | 33,523,064 | 100      | ±0.0     | 248      | ±0       | 518  | ±0   | ±0   |
| 등록유권자/투표율                 | 등록유권자/투표율              | 38,677,235 | 86.7   | —      | —      | —      | 38,677,235 | 86.7     | —        | —        | —        | —    | —    | —    |
| Source: Federal Returning Officer |                                |            |        |        |        |        |            |          |          |          |          |      |      |      |

사회민주당은 자유민주당과 연립정부를 구성해 빌리 브란트 총재를 총리로 선출, 서독 최초의 사민당 총리를 탄생시킨다. 라인강의 기적이 끝나고 경제 성장률이 낮아지면서 불만을 느낀 시민들이 신나치주의 정당인 독일 국민민주당에 표를 던졌으나, 0.7%p차로 원내 진입이 무산되었다.

## 선거 이후
선거 결과 기민련이 1당을 수성하자 언론들은 대체로 기민련이 신승했다고 보도했다. 그러나 선거 다음날 사민당을 이끄는 브란트는 자민당과 연정을 구성하겠다고 선언했고, 이에 따라 독일 정국은 자민당이 기민련과 사민당 중 어느 편에 서느냐에 따라 총리가 결정되는 상황에 처했다. 9월 30일 셸은 사민당과 연정하기로 발표했으며, 10월 3일에 사민당과 자민당 각 의원총회는 이를 승인했다. 이로서 기민련은 서독 수립 20년 만에 처음으로 야당이 됐다.